# Miquel Pàmies Guitart
Miquel Pàmies Guitart (Barcelona, 1921 - Vilassar de Dalt, 2022) va ser un activista català per la independència de Catalunya.
De pare pintor i mare brodadora, va estudiar als Salesians i va treballar de representant de perfums. Durant el Franquisme anava d'amagat a llançar flors al monument de Rafael Casanova. Es va jubilar el 1988. Va ser un activista republicà molt actiu en totes les causes vinculades amb la independència de Catalunya i va anar a totes les manifestacions que va poder. Va anar a votar l'1 d'octubre del 2017 al referèndum per la independència de Catalunya. Cada dilluns a les set de la tarda es reunia amb els veïns de Vilassar de dalt a la plaça de la Vila per reivindicar la llibertat dels presos polítics. També es va sumar en diversos actes del Tsunami Democràtic. Va desplaçar-se a Brussel·les amb la seva família, amb 99 anys, per a visitar Carles Puigdemont. Va seguir assistint a totes les manifestacions per la independència que podia. L'expresidenta del Parlament, Carme Forcadell, va anunciar la seva mort en una piulada.